# Tylogoneus rainesi
Tylogoneus rainesi är en mångfotingart som beskrevs av Ottis Robert Causey 1973. Tylogoneus rainesi ingår i släktet Tylogoneus och familjen Fuhrmannodesmidae. Inga underarter finns listade i Catalogue of Life.